# Gary Moore
Pour les articles homonymes, voir Moore et Gary Moore (homonymie).
Gary Moore, né Robert William Gary Moore le 4 avril 1952 à Belfast et mort le 6 février 2011 à Estepona, en Espagne, est un guitariste et chanteur natif d'Irlande du Nord.
Il utilise essentiellement des sons aigus et fortement saturés s'apparentant au hard rock, mais ses inspirations rythmiques et mélodiques sont directement issues du blues. Il est notamment connu pour sa chanson Parisienne Walkways.

## Biographie

### Carrière
Gary Moore commence à jouer à l'âge de 8 ans, après avoir récupéré une guitare acoustique. Il obtient ensuite sa première guitare digne de ce nom à l'âge de 14 ans, et doit apprendre à jouer de l'instrument droitier, alors qu'il est gaucher. Il déménage à Dublin en 1968 à l'âge de 16 ans.
Ses premières influences musicales sont classiques à l’époque, allant des artistes comme Albert King et Elvis Presley à The Shadows et aux Beatles. Plus tard, après avoir vu Jimi Hendrix et The Bluesbreakers de John Mayall dans sa ville natale de Belfast, il développe son propre style avec un son blues-rock puissant qui restera sa marque de fabrique durant toute sa carrière. Il rend un hommage aux Bluesbreakers sur la pochette et dans le livret de l'album Still Got the Blues, où on peut voir l'album Bluesbreakers with Eric Clapton sur plusieurs photos.
Bien qu'il prête une attention toute particulière à la musique de Carlos Santana, sa plus grande influence restera le guitariste Peter Green de Fleetwood Mac, que Moore considère comme un mentor depuis l'époque de Dublin. Cette influence persistante de Peter Green amènera Moore à lui rendre un hommage particulier en 1995 sur l'album Blues for Greeny, entièrement constitué de compositions de Green et où Moore joue sur la Gibson Les Paul Standard Sunburst 1959 qu'il a rachetée à Green.
Sa carrière démarre à la fin des années 60 et au début des années 1970, avec notamment les groupes Skid Row et Colosseum II, puis il joue à plusieurs reprises — mais épisodiquement — avec Thin Lizzy, de 1974 à 1983. En retour, le chanteur-bassiste du groupe Phil Lynott participe ainsi à son deuxième album solo, Back on the Streets, où il signe le titre Parisienne Walkways, le plus grand succès commercial de Gary Moore, avec Still Got the Blues (paru en 1990).
Depuis 1973, il produit régulièrement des albums solo, sous son nom ou sous l'étiquette de groupes de circonstance : « Gary Moore Band », « G-Force », « Bruce-Baker-Moore », etc.

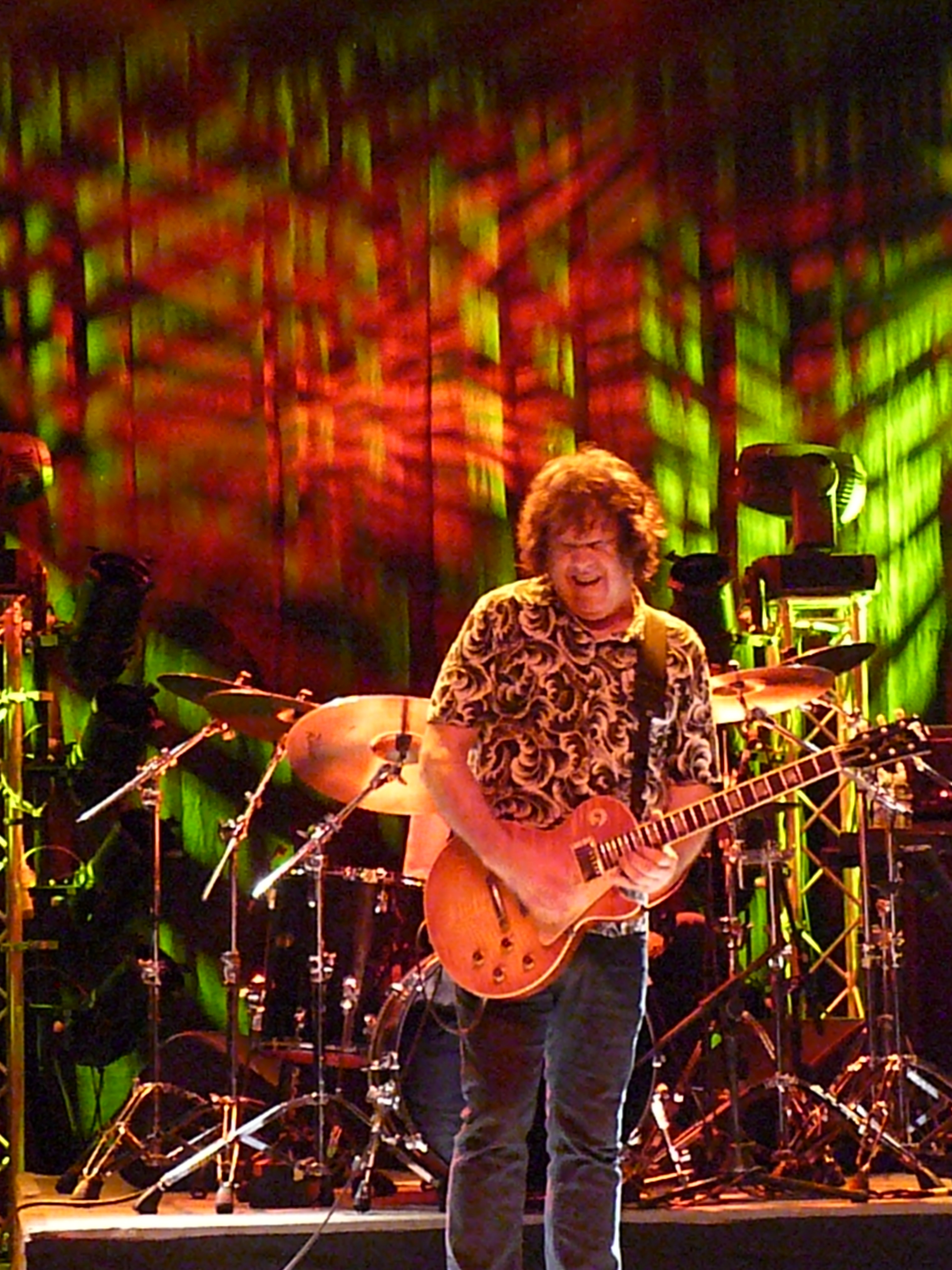
Gary Moore à Trèves le 2 juillet 2009.

Dans les années 1970, il mêle hard rock et blues rock et participe à quelques autres expériences, notamment de jazz-rock (ou « jazz fusion ») avec Colosseum II. En 1975, il participe à une version rock du célèbre Pierre et le Loup de Prokofiev, auprès de musiciens venant autant du jazz que du rock et du rock progressif, tels que Bill Bruford, Phil Collins, Alvin Lee, Stéphane Grappelli..., sous la direction de Jack Lancaster et Robin Lumley.
La décennie suivante, le style dominant est le hard rock, jusqu'à l'album After the War en 1989. La fin des années 1980 est marquée par la polémique opposant Moore aux très nombreux groupes hard-rock accusés de plagier Led Zeppelin, particulièrement Whitesnake et Kingdom Come. Sur l'album After the War, Moore chante en duo avec Ozzy Osbourne la chanson Led Clones, attaque frontale envers Kingdom Come, accusé d'être un clone de Led Zeppelin créé de toutes pièces par l'industrie musicale pour répondre à la demande du public américain. La polémique deviendra violente avec notamment des insultes par voie de presse et la publication par Kerrang! d'un poster de Kingdom Come avec les membres du groupe faisant un doigt d'honneur et le message : « Si tu savais comment on est désolés, Gary…».
Depuis l'album Still Got the Blues en 1990, son style est surtout orienté vers le blues et le blues rock, même s'il lui arrive toujours de produire des titres plus proches du hard rock. Son morceau Over the Hills and Far Away est enregistré en 1986 et sera repris par le groupe Thyrfing en 2000 et par les Finlandais Nightwish en 2001. Gary enregistre également l'album A Different Beat en 1999, très éloigné cette fois-ci de son style habituel, mêlant des samples et de la musique électronique.

### Mort

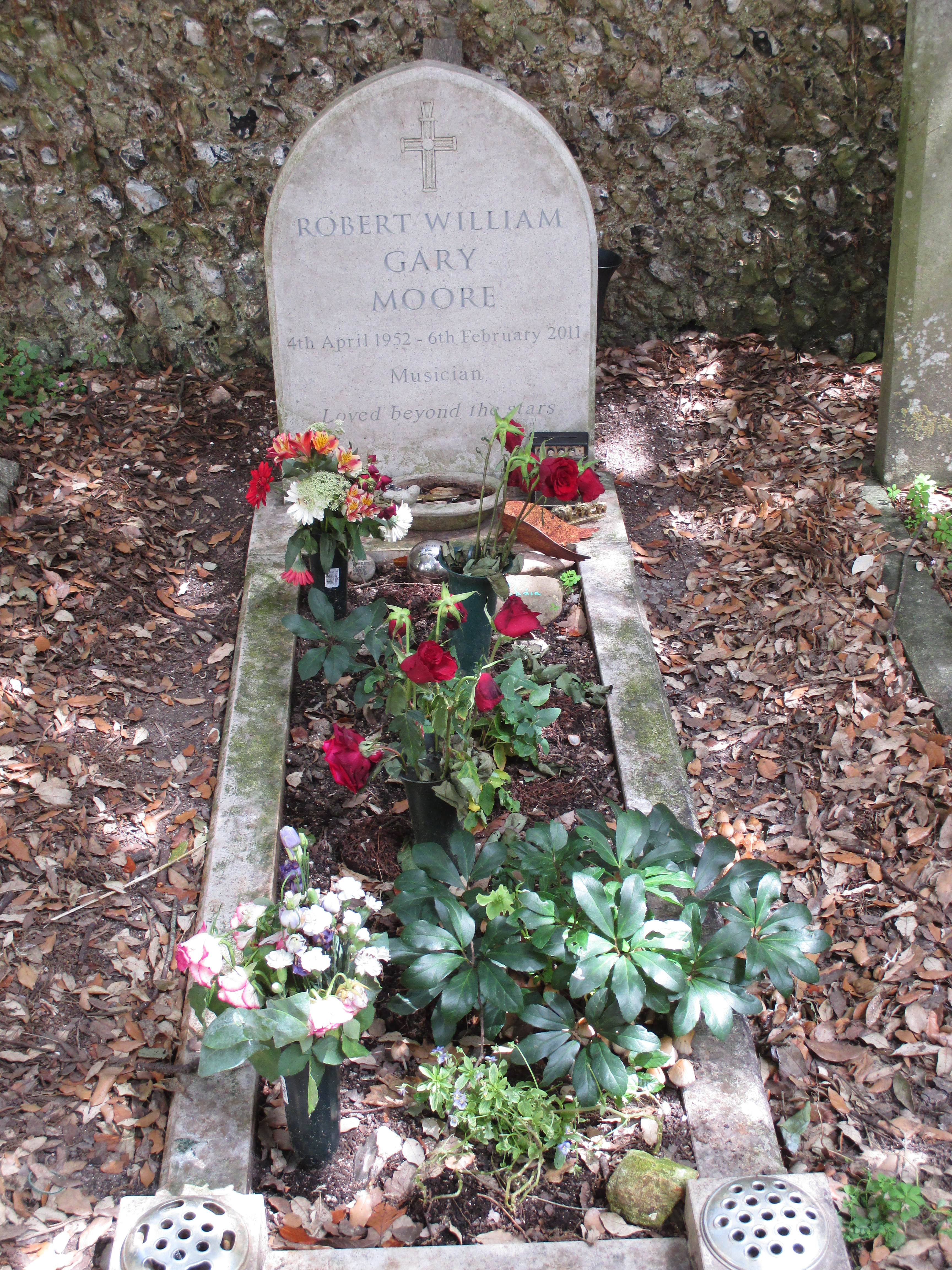
Tombe de Gary Moore au cimetière de l'église Sainte-Margaret à Rottingdean.

Gary Moore meurt le 6 février 2011, à l'âge de 58 ans, d'une crise cardiaque pendant son sommeil, alors qu'il est en villégiature avec sa compagne à l'hôtel Kempinski d’Estepona, sur la Costa del Sol. À l'occasion du premier anniversaire de sa mort, la presse britannique en dévoile les circonstances exactes : celle-ci serait dû à un coma éthylique ayant entraîné un arrêt cardiaque ; ainsi, selon le quotidien The Telegraph, les résultats d'analyse sanguine indiqueraient une alcoolémie de 3,8 g/L.
Les obsèques de Gary Moore sont célébrées dans la plus stricte intimité le 23 février 2011 dans l'église Sainte-Margaret de Rottingdean (en), village du sud de l'Angleterre, suivie de l'inhumation dans le cimetière de l'église. Au cours des obsèques, son fils Jack joue à la guitare le titre Dany Boy.
Gary Moore, père de quatre enfants (Saoirse, Lily, Jack et Gus), leur laisse un patrimoine estimé à plus de deux millions de livres sterling.

## La «Gibson Les Paul Sunburst»
Gary Moore a été propriétaire d'une guitare Gibson Les Paul Sunburst ayant appartenu à Peter Green et avec laquelle il lui rendra hommage sur l'album Blues for Greeny. Green avait prêté cette guitare à Moore après avoir quitté Fleetwood Mac. Moore l'achètera finalement vers 1970, à la demande de Green, pour qu' « elle ait un bon foyer ». Cette guitare a un son très distinctif en raison du micro-manche hors phase (monté à l'envers). Moore la vend ensuite en 2006, à la suite de problèmes d'argent. Cette guitare appartient actuellement à Kirk Hammett de Metallica.

## Discographie

### En solo

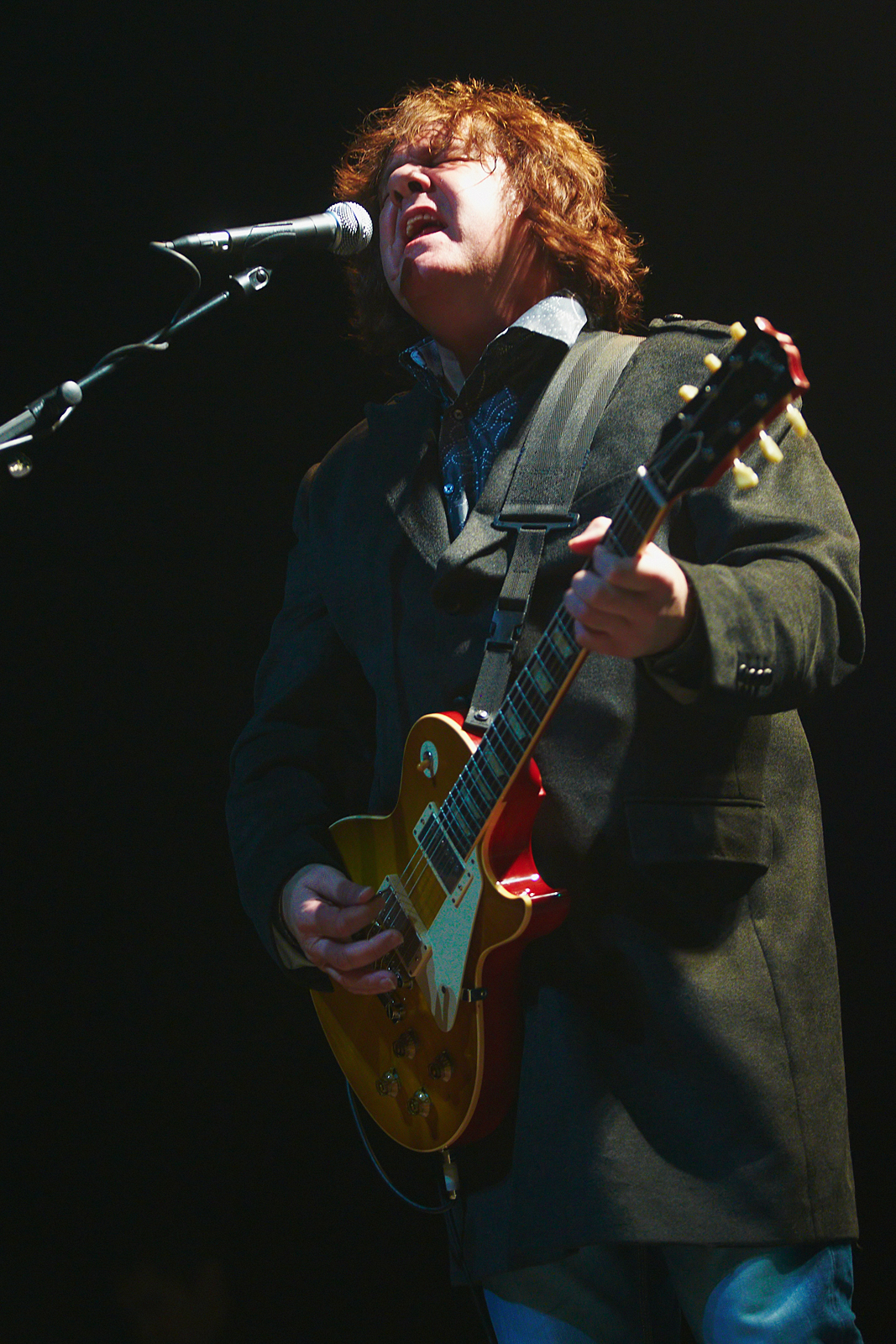
Gary Moore le 23 octobre 2010 à Novossibirsk.

- Grinding Stone (en), 1973
- Back on the Streets (en), 1978
- Dirty Fingers, 1980 (Sorti en 1984)
- Live at the Marquee, 1980 (Sorti en 1987)
- Corridors of Power, 1982
- Rockin' Every Night - Live in Japan, 1983
- Victims of the Future, 1983, classé no 172 du Billboard Top 200 le 7 juillet 1984
- We Want Moore, 1984 (live)
- Run for Cover, 1985, classé no 146 du Billboard Top 200 le 12 avril 1986
- Wild Frontier[9], 1987, classé no 139 du Billboard Top 200 le 21 mai 1988
- And Then the Man Said to his Guitar,1988
- After the War, 1989, classé no 114 du Billboard Top 200
- Still Got the Blues, 1990, classé no 83 du Billboard Top 200 le 16 février 1991 et certifié disque d'or par la RIAA le 16 novembre 1995. La chanson Still Got The Blues est classée no 97 du Billboard Hot 100 le 16 février 1991, seul single de Gary Moore ayant été classé
- After Hours, 1992, classé no 145 du Billboard Top 200 le 28 mars 1992
- Blues Alive, 1993
- Ballads & Blues 1982-1994, 1994
- BBM [Ginger Baker / Jack Bruce / Gary Moore] Around The Next Dream 1994 (2003 Virgin Remaster)
- Blues for Greeny, 1995
- Dark Days in Paradise, 1997
- Out in the Fields - The Very Best of Part 1, 1998
- Blood of Emeralds - The Very Best of Part 2, 1999
- A Different Beat (Gary Moore album), 1999
- Back to the Blues, 2001
- Scars, 2002
- Live at the Monsters of Rock, 2003
- Power of the Blues, 2004
- Old New Ballads Blues, 2006
- Gary Moore : The Platinum Collection, 2006
- Close As You Get, 2007
- Bad For You Baby, septembre 2008
- Essential Montreux - Live at Montreux (Coffret 5CD), juin 2009
- Gold Of The Blues 2010
- Greatest Hits [2CDs] 2010
- Blues for Jimi, septembre 2012
- Legacy [2CDs], 2012
- Live At Bush Hall [Close As You Get Tour] 2007, 2014

### Participations
- Skid Row - Skid (1970)
- Skid Row - Skid Row (1970)
- Skid Row - 34 Hours (1971)
- Jack Lancaster & Robin Lumley : Peter & The Wolf (1975)
- Colosseum II - Strange New Flesh (1976)
- Colosseum II - Electric Savage (1977)
- Colosseum II - Wardance (1977)
- G-Force 1980
- Greg Lake - Greg Lake (1981)
- Greg Lake - London'81 (Live) (1981)
- Greg Lake - Manœuvres (1983)
- Traveling Wilburys Vol. 3, guitare sur She's My Baby
- Thin Lizzy - Little Darling (E.P. 1974)
- Thin Lizzy - Black Rose (1979)
- Thin Lizzy - Live/Life (double album live 1983)
- Dr Strangely Strange - Heavy Petting (1970)
- Scars - Scars (2002)